# Ponte medieval de Paderne
A Ponte medieval de Paderne, Ponte de Paderne ou Ponte do Castelo, é um monumento histórico localizado na Freguesia de Paderne, no Município de Albufeira, na região do Algarve, em Portugal.

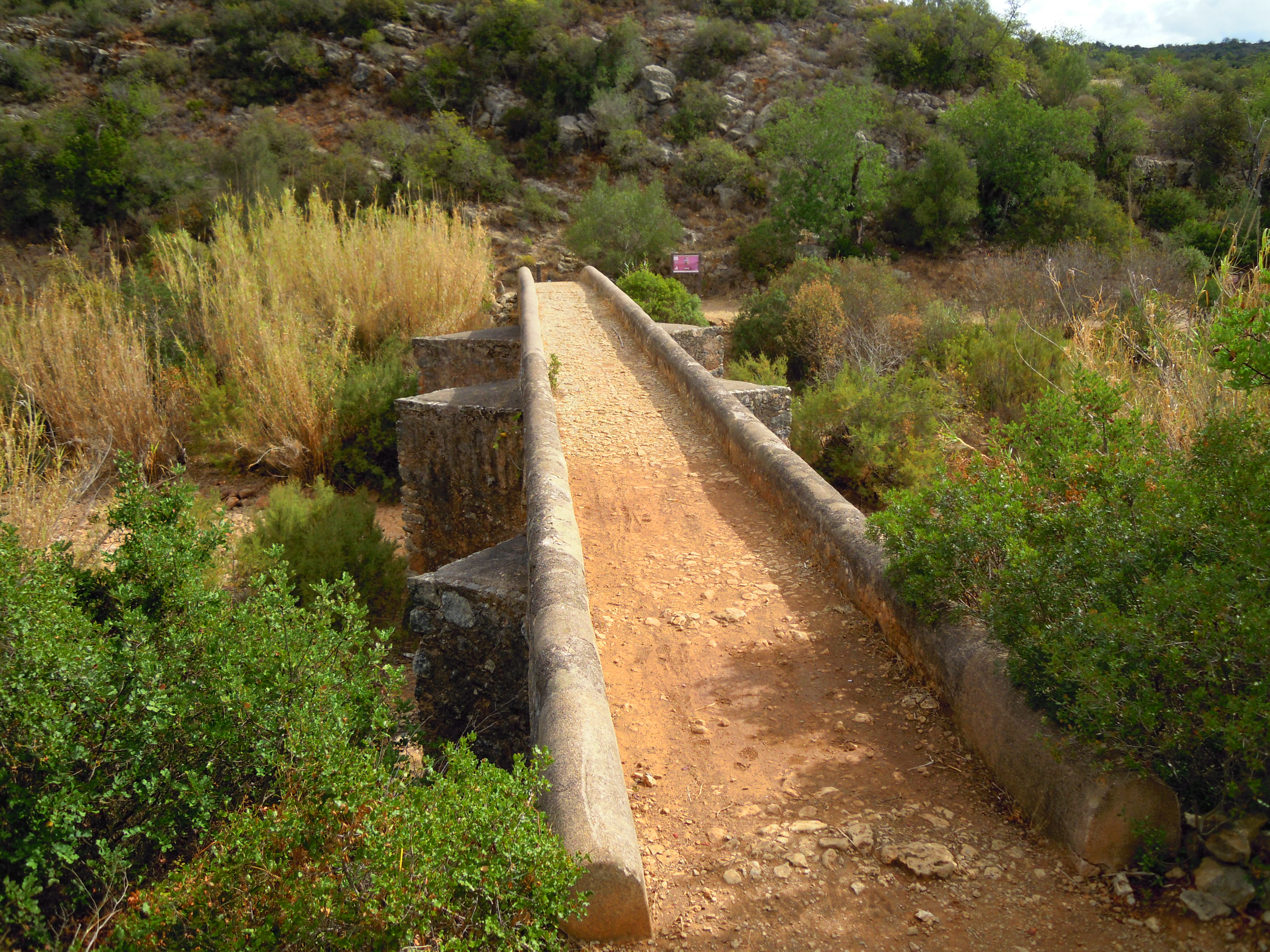
Tabuleiro da Ponte de Paderne, em 2012.

## Descrição e história
Apresenta várias semelhanças com as pontes romanas, apesar da estrutura ser de construção muito posterior. Está situada a cerca de 200 m do Castelo de Paderne, no sentido Sudeste, e a aproximadamente 2250 m a Sul da povoação de Paderne. Cruza a Ribeira de Quarteira. É composto por um tabuleiro horizontal, de forma rectangular, com cerca de 2 m de largura, sobre três arcos de volta perfeita em alvenaria, suportados por pilares, sendo os dois do arco central munidos de talhamares em configuração de prisma triangular.
A ponte terá sido construída durante a Idade Média, podendo estar ligada a um povoado cujos vestígios foram encontrados nas imediações. Poderá ter sido construída para servir o Castelo de Paderne.[carece de fontes?] Com efeito, a fortificação estava situada num local que lhe permitia controlar a Ribeira de Quarteira e a ponte, controlando assim duas importantes vias entre entre o interior e o litoral algarvio. A ponte terá sido alvo de obras de reconstrução em 1771, data que está inscrita sobre o arco central.[carece de fontes?]
Está protegida pela Zona Especial de Protecção do Castelo de Paderne, publicada na Portaria n.º 978/99 de 14 de setembro.
Foi alvo de trabalhos arqueológicos em 1992, como parte da elaboração da divisão do Algarve da Carta Arqueológica de Portugal, e entre 2005 e 2006, durante um programa de levantamento do património arqueológico do concelho de Albufeira.
Em 2002 foi feita uma intervenção para reabilitar a ponte histórica, com a consolidação de um dos arcos da estrutura, a repavimentação parcial do tabuleiro, recuperação dos muros guarda-corpo e quebrario.[carece de fontes?]

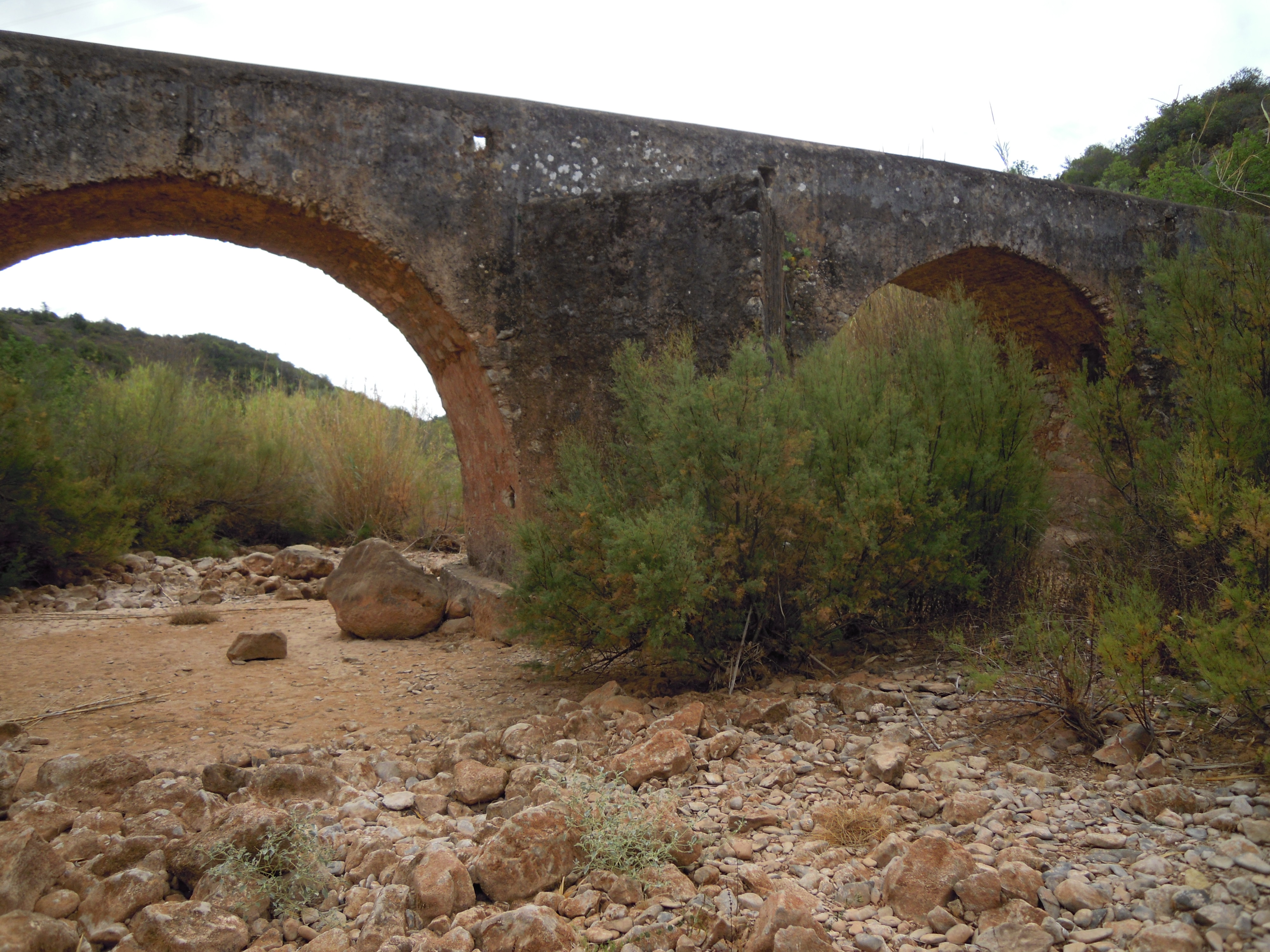
Vista lateral da ponte em 2012, sendo visível a inscrição 771 no centro do arco, à esquerda.